# Акарал (Восточно-Казахстанская область)
Акарал (каз. Ақарал) — село в Зайсанском районе Восточно-Казахстанской области Казахстана. Входит в состав Биржанского сельского округа. Код КАТО — 634633200.

## Население
В 1999 году население села составляло 317 человек (167 мужчин и 150 женщин). По данным переписи 2009 года, в селе проживали 172 человека (93 мужчины и 79 женщин).